# Für immer Wochenende
Für immer Wochenende ist das dritte Soloalbum des deutschen Rappers Weekend. Es erschien am 24. April 2015 über das Label Chimperator als Standard- und Limited-Edition, inklusive Instrumentals sowie Remix-EP, und wird von Groove Attack vertrieben.

## Produktion
Die Beats des Albums wurden u. a. von den Musikproduzenten Beatzarre, The Gunna, Peet, Dennis aus Europa, Bennett On, Jopez und Fonty produziert.

## Covergestaltung
Das Albumcover zeigt Weekend, der den Betrachter ansieht. Er steht auf einer grünen Wiese und ist von einer Glasglocke eingeschlossen. Der Hintergrund ist grau gehalten und oben bzw. unten im Bild befinden sich die weißen Schriftzüge Weekend und Für immer Wochenende.

## Gastbeiträge
Auf vier Liedern des Albums treten neben Weekend andere Künstler in Erscheinung. So ist der Berliner Rapper Sido auf dem Song Für immer Kind zu hören, während der Rapper Kaas einen Gastauftritt beim Track Helene hat. Zudem sind die Rapper Edgar Wasser und 3Plusss auf 20 Uhr 15 vertreten, und Weekends Rapkollegen Emkay und Dobbo unterstützen ihn auf Alle für einen.

## Titelliste
| #  | Titel                        | Gastmusiker           | Länge |
| -- | ---------------------------- | --------------------- | ----- |
| 1  | Flucht nach vorn             |                       | 2:52  |
| 2  | Für immer Wochenende         |                       | 3:13  |
| 3  | Loser                        |                       | 3:05  |
| 4  | Alles meins                  |                       | 2:54  |
| 5  | Willkommen Zuhaus            |                       | 3:35  |
| 6  | 20 Uhr 15                    | Edgar Wasser, 3Plusss | 4:36  |
| 7  | Happy Birthday               |                       | 3:02  |
| 8  | Alle für einen               | Emkay, Dobbo          | 3:45  |
| 9  | Deine richtigen Hits         |                       | 3:57  |
| 10 | Papa bezahlt                 |                       | 3:24  |
| 11 | Für immer Kind               | Sido                  | 3:38  |
| 12 | Helene                       | Kaas                  | 3:32  |
| 13 | An Sonn- und Feiertagen real |                       | 3:16  |
| 14 | Sonnenbrand                  |                       | 3:31  |

Bonus-Songs der Limited-Edition:
| #  | Titel                      | Gastmusiker | Länge |
| -- | -------------------------- | ----------- | ----- |
| 15 | Alles wie gehabt           |             | 2:52  |
| 16 | Wer will mein Freund sein? |             | 3:25  |
| 17 | Ich in der dritten Person  |             | 2:01  |

Bonus-EP der Limited-Edition:
| # | Titel                                                  | Gastmusiker           | Länge |
| - | ------------------------------------------------------ | --------------------- | ----- |
| 1 | Loser (Peet-Remix)                                     |                       | 3:03  |
| 2 | Alles meins (Bennett-On-Remix)                         |                       | 2:35  |
| 3 | 20 Uhr 15 (Psaiko.Dino-Remix)                          | Edgar Wasser, 3Plusss | 4:39  |
| 4 | An Sonn- und Feiertagen real (Dennis-aus-Europa-Remix) |                       | 3:09  |
| 5 | Für immer Kind (Dexter-Remix)                          | Sido                  | 4:06  |
| 6 | Sonnenbrand (Kabuki-Remix)                             |                       | 3:34  |

## Chartplatzierungen und Videos
Für immer Wochenende stieg am 5. Mai 2016 auf Platz 1 in die deutschen Albumcharts ein und belegte in den folgenden Wochen die Ränge 58 und 91, bevor es die Top 100 verließ. Damit erreichte der Rapper erstmals die Chartspitze. In Österreich platzierte sich das Album auf Position 16 und in der Schweiz auf Rang 38.
Am 19. Januar 2015 erschien das erste Musikvideo zum Lied Willkommen Zuhaus. Es folgten Videos zu den Songs Happy Birthday, Für immer Wochenende, Loser und Sonnenbrand.

## Rezeption
| Professionelle Bewertungen | Professionelle Bewertungen |
| -------------------------- | -------------------------- |
| Kritiken                   |                            |
| Quelle                     | Bewertung                  |
| laut.de                    | [ 4 ]                      |

Laura Sprenger von laut.de bewertete das Album mit zwei von möglichen fünf Punkten. Sie meint, dass „die einseitige Themen-Verarbeitung“ und „der unfassbar eintönige Vortrag des Rappers“ auf Albumlänge zu „Genervtheit“ und „Gereiztheit“ führe, wobei einzeln betrachtet aber keiner der Tracks wirklich schlecht sei.
Christian Weins von MZEE bezeichnete Für immer Wochenende als „durchaus ordentlich produziert“, wirft dem Künstler aber vor, dass es ihm an „Substanz“ mangele, um „auf einem Album überzeugen zu können.“